# Црква Светог цара Константина и царице Јелене у Коцељеви
Црква Св. цара Константина и царице Јелене у Коцељеви је подигнута у периоду од 1868. до 1870. године.

## Историја
Својим залагањем свештеник Љубомир- Љуба Бабовић ће успети да у Коцељеви изгради нову (данашњу цркву ), на плацу који је за ту прилику дао у размену коцељевачки трговац и дугогодишњи председник општине Илија Ковачевић. Црква је подигнута по најбољем архитектонском пројекту који је тадашње Министарство Кнежевине Србије одобрило, а грађена је у периоду од 1858. до 1872. године. Црква је посвећена првом хришћанском цару Константину (Великом)и његовој мајци, царици Јелени.
Прву службу у новој недовршеној цркви свештеник Љуба Бабовић одслужио је на Божић 1870. године. Следеће, 1871. године, по конкурсу који је расписало тадашње Министарство просвете и црквених дела Кнежевине Србије, иконописац Никола Марковић из Београда (члан Српског ученог друштава), осликао је нови иконостас цркве коцељевачке.
Током Првог светског рата Аустријанци су цркву претворили у затвор за српске затворенике и избеглице, а затим у ратни магацин, да би по повлачењу 1918. године је запалили. Између два светска рата, коплетна обнова је урађена тек 1932. године, да би за време Другог светског рата црква доживела исту судбину као из првог. Садашњи иконостас 1962. године је поклонио епископ сремски Макарије Ђорђевић. Иконостас је урадио столар Александар Новаковић из Свилеуве по нацрту архиктете др Драгољуба Шарића из Београда, а осликали Јован Плавшић и Михаило Јунас. Тада су у иконостас уграђене и првобитне црквене двери, затим, две иконе (Богородица и св. Јован Богослов), као и распеће из 1871. године који су сачувани после аустроугарског паљења цркве 1918. године. Иконе на светим дверима осликао је 1871. године Никола Марковић, сликар из Београда.
Садашње иконе и орнаментику у цркви урадио је Жарко Ђукић сликар иконописац из Пивница од 2005 до 2008 године.

## Изглед цркве
Црква Св. цара Константина и царице Јелене је једнобродна грађевина правоугаоне основе, зидана од тврдог материја. Црква има три портала: западни, северни и јужни. Високи звоник покривен бакарним лимом доминира западним делом. Кровне површине су двоводне, са бибер - црепом као кровним покривачем.